# Pararge cashmirensis
Pararge cashmirensis är en fjärilsart som beskrevs av Moore 1874. Pararge cashmirensis ingår i släktet Pararge och familjen praktfjärilar. Inga underarter finns listade i Catalogue of Life.